# Talbrücke Kurimany
Die Talbrücke Kurimany ist eine 193,5 Meter lange Brücke auf dem Abschnitt Janovce-Jablonov der slowakischen Autobahn Diaľnica D1, bei Autobahnkilometer 346,5.
Die betreffende Brücke wird in Baugenehmigungsunterlagen als 206-00 bezeichnet und überquert einen namenlosen Bach nördlich von Iliašovce (Okres Spišská Nová Ves) und nordwestlich von Kurimany (Okres Levoča).

## Brückenbau
Auf dem 9 km langen Unterabschnitt zwischen Jánovce und Levoča waren insgesamt 10 Brücken geplant, sieben davon auf der Autobahntrasse. Die meisten wurden als Spannbetonbrücken ausgeführt. Die Brücken sollten in einer Kooperation der beiden Firmen Váhostav-SK und der tschechischen Boegl a Krýsl (Tochterunternehmen des deutschen Baukonzerns Max Bögl) errichtet werden. Dazu wurde auch eine Kooperation mit dem Subunternehmen, der slowakischen Firma Semos, eingegangen.
Die Brücke wurde am 20. Oktober 2015 zusammen mit dem Unterabschnitt Jánovce–Levoča dem Verkehr freigegeben.

## Unfall
Bei Betonierungsarbeiten am 2. November 2012 stürzte ein Brückenfeld ein, das durch die Firma Semos gebaut wurde. Dabei starben vier Arbeiter, drei wurden schwer und elf leicht verletzt. Die Ermittlungen zur Ursache dauern bis heute (Stand 2016) an.
Der deutschen Ingenieurin Sabina H., die für die Statik der Bauwerke auf dem Abschnitt Jánovce-Jablonov der D1 verantwortlich war, wurde eine Mitverantwortung nachgewiesen. Sie habe Versteifungen der Brückenkonstruktion aufgrund einer falschen Lastabsicherung falsch berechnet.
In der slowakischen Öffentlichkeit wurde darüber diskutiert, weshalb für öffentliche Bauwerke das slowakisch-tschechisch-polnische Tochterunternehmen von Max Bögl beauftragt wurde, obwohl bereits 2008 eine Brücke der Firma zusammenstürzte und zum Eisenbahnunfall von Studénka führte. Im Mittelpunkt der politischen Diskussion stand die Finanzierung für neue Autobahnbauten und damit verbundene mutmaßliche Einsparungen als möglicher Grund für die fehlerhafte Gerüstkonstruktion.